# Iole de Freitas
Iole de Freitas (Belo Horizonte, 1945) é uma artista plástica brasileira que atua no campo de arte contemporânea.
Iole iniciou sua carreira na década de 1970, participando de um grupo de artistas em Milão, Itália, ligado a Body art. Utilizava então a fotografia.
Na década de 1980, ela retornou ao Brasil, mas abandonou o corpo humano como mediador de seu trabalho, adotando o "corpo da escultura". A artista utiliza, para criar suas obras, materiais como arame, tela, aço, cobre, pedra e inclusive água.
As obras de Iole de Freitas podem ser encontradas em vários lugares, tais como o Museu de Arte Contemporânea do Rio Grande do Sul, o Museu de Arte Moderna do Rio de Janeiro, o Museu de Arte Moderna de São Paulo, o Museu Nacional de Belas Artes e o Museu de Arte da Pampulha.
Professora da Escola de Artes Visuais do Parque Lage desde de 1994.
Iole de Freitas diz que recebeu influência de Picasso, Cézanne, Degas e Tatlin.

## Biografia
Iole de Freitas nasceu em Belo Horizonte, Minas Gerais, em 1945. Mudou-se para o Rio de Janeiro, ainda na infância. Estudou na ESDI - Escola Superior de Desenho Industrial, de 1964 a 1965. Na década de 1970, trabalhou em Milão como designer no Corporate Imagem Studio da Olivetti, sob a orientação do arquiteto Hans von Klier. Em Milão, começou a desenvolver e a expor o próprio trabalho a partir de 1973. No ano seguinte, realizou exposições individual das seqüências fotográficas, no Museu de Arte Moderna do Rio de Janeiro, cujo catálogo traz o texto "Ontogênese e Filogênse" de Paulo Sérgio Duarte, e também faz exposição individual na Galerleria Ortelli, em Milão, Itália.
Em 1975, participou da IX Bienal de Paris com instalações e seqüência fotográfica da série "Glass pieces, life slices", a convite do crítico Tomasso Trini. Participou da exposição "03 23 03 — Primières Recontres Internationals d'Arte Contemporain", em Montreal, Canadá. Integra, em 1980, a exposição "Quase Cinema", no Centro Internazionale di Brera, em Milão, Itália; a mesma mostra foi apresentada em 1981, na Fundação Nacional de Artes (Funarte), no Rio de Janeiro. Em 1981, participou da IX Bienal de São Paulo. Realizou em 1984, a exposição individual de esculturas intitulada "Aramões", na Galeria Arco, São Paulo. Em 1986, recebeu a bolsa Fulbright-Capes, para realizar pesquisa no Museu of Modern Art (Moma), Nova York, EUA. Expõe, em 1990, as primeiras esculturas de grandes dimensões na mostra individual no Gabinete de Arte Raquel Arnaud, São Paulo, onde apresenta catálogo com o texto "Delicadeza Traumáticas", de Paulo Venâncio Filho. A partir de 1991, projetou várias esculturas para locais específicos em São Paulo e Belo Horizonte.
É foi convidada, em 1993, como artista residente pela Winnipeg Art Gallery, no Canadá. Participou, em 1995, da mostra "Cartographies", no Espaço La Caixa, Madrid, Espanha. Em 1998, participa de importantes coletivas: Arte Brasileira no Acervo doMuseu de Arte Moderna de São Paulo — doações recentes 1996-1998, CCBB, Rio de Janeiro; XXIV Bienal Internacional de São Paulo, etc. No ano 2000, realiza trabalho individual no Centro de Arte Hélio Oiticica, Rio de Janeiro, e dos projetos "Brasil — 500 anos", na Fundação Bienal de São Paulo e "Investigações: o trabalho do artista", no Instituto Itaú Cultural de São Paulo.
Realizou exposição individual no Museu de Arte Contemporânea (MAC) de Niterói, e na Marcus Vieira Galeria de Arte, Belo Horizonte. Em 2005, na V Bienal do Mercosul, Porto Alegre, e também no III Fórum Arte das Américas, Belo Horizonte, onde fez o lançamento do livro Circuito Atelier, em sua homenagem, projeto coordenado por Fernando Pedro da Silva e Marília Andrés Ribeiro. Suas obras pertencem aos acervos do MAM/Rio de Janeiro, MAM/São Paulo, MAC/Niterói, Pinacoteca do Estado de São Paulo, Museu Nacional de Belas Artes, Rio de Janeiro, Museu de Arte da Pampulha, Belo Horizonte, Museu de Arte Contemporânea, Porto Alegre, e várias fundações e museus do exterior. Presente nas principais coleções particulares do país e exterior.

## Ligação externa
- Site oficial da artista
- Galeria Raquel Arnaud
- Enciclopédia Itaú Cultural